# Prostitution au Tibet
Selon le gouvernement tibétain en exil, la prostitution en tant qu'industrie était pratiquement inexistante avant l'occupation chinoise du Tibet.
Selon l'Association des femmes tibétaines en exil, « Dans le passé, au Tibet, il n'y avait pas de bordels ». Le juriste tibétain Lobsang Sangay reconnaît l'existence de la prostitution avant l'arrivée des Chinois, mais il affirme que le phénomène était minime par rapport à son extension actuelle. 
Selon l'écrivain britannique Christopher Hale, du fait de la pratique de la polyandrie, beaucoup de femmes ne trouvaient pas de mari et gagnaient villages et villes, où elles tombaient dans la prostitution. Leur clientèle : les caravaniers qui traversaient le plateau du Tibet, mais aussi les monastères.
Selon le sociologue et historien des religions Frédéric Lenoir, les quartiers commerçants traditionnels de Lhassa, le chef-lieu de la région autonome du Tibet, laissent place aux bars, karaokés, salles de jeux et maisons closes. Ainsi Lhassa aurait compté plus de 300 maisons closes en 2008. Ces établissements sont situés dans l'île de Jamalinka ou dans le quartier du Shol, à proximité du palais du Potala.       

## Historique

### Sous la dynastie Quing (1720-1911)
Le quartier la prostitution à Lhassa était l'ancien village de Shöl dont l'enceinte s'étire au sud du Potala[source insuffisante]
Le tibétologue Robert Barnett signale que les bordels étaient courants dans les environs du Potala au moins depuis le XVIIe siècle et que la seule différence, c'est que les prostituées et les proxénètes sont en majorité chinois.
Selon l'écrivain et journaliste Claude Arpi, directeur du pavillon tibétain d'Auroville, Zhao Erfeng, le seigneur de guerre chinois qui créa la province (aujourd'hui disparue) du Xikang comprenant la plus grande partie de la région tibétaine du Kham, incitait les soldats chinois, par l'octroi de terres et de capitaux, à se marier avec des Tibétaines, celles-ci, selon Laurent Deshayes, « se retrouvaient souvent dans les maisons closes à soldats » bien que l'abandon d'une épouse tibétaine fût sévèrement puni par Zhao.

### 1951-1965
En 1962, le 10e Panchen Lama dans la Pétition en 70 000 caractères expliquait que quiconque manifestait sa foi religieuse au Tibet était persécuté et accusé de superstition. Les communistes obligeaient les moines et les nonnes à avoir des relations sexuelles. La direction des monastères était confiée à des personnages au comportement dissolu qui « fréquentaient des prostituées, buvaient excessivement », discréditant ainsi les monastères aux yeux des Tibétains.
Selon Tibet Justice Center, une organisation liée au Gouvernement tibétain en exil, des responsables chinois ont commis des violences contre les femmes tibétaines en les forçant à la prostitution. Des adolescentes tibétaines, croyant rejoindre l'Armée de Libération du Peuple ont rapporté avoir subi de multiples viols, entraînant des grossesses pour lesquelles elles subirent des avortements forcés. Ce type de traitement serait, selon le Tibet Justice Center, la norme pour les filles tibétaines au sein de l'armée chinoise.
Aux dires de l'écrivain dissident chinois Wang Lixiong, qui réside à Pékin, ces propos sont très exagérés et il ne s'agit que de cas individuels. Dans son livre Funérailles célestes - le destin du Tibet, paru en 1998, il écrit : « En Occident, les persécutions subies par les Tibétains de la part des communistes chinois sont très exagérées, à savoir que les soldats de l'APL forçaient les lamas et les nonnes à avoir publiquement des rapports sexuels, que les gardes rouges violaient les femmes partout, tout cela, évidemment, est très loin de la vérité. Comme les gens qui ont vécu cette époque le savent bien, à l'époque (maoïste) les rapports sexuels étaient vus comme des mœurs très répréhensibles, les soldats de l'APL et les gardes rouges, qui étaient plus forts idéologiquement, n'avaient pas la possibilité de faire ce genre de choses. S'agissant de quelques cas individuels, on ne peut qu'accuser la personne même (aucune population n'en est exempte). »

### 1965- années 2000
Selon le Tibet Times, journal bimensuel ayant son siège à Dharamsala et lié aux Tibétains en exil, il y avait environ 8 890 prostituées à Lhassa, soit 9 % de la population féminine en 1998. Cet article rapporte qu'il y a 1 270 maisons closes à Lhassa, principalement déguisées en salons de coiffure, et en moyenne, 7 prostituées par maison close. Le Tibet Times déclare avoir obtenu ces chiffres par ses propres investigations directes. La même année, Ngawang Choephel, correspondant de la Voix de l'Amérique, fait état de l'existence de plus de 1 806 « bordels chinois » à Lhassa.  
Le journaliste anglais Patrick French de retour d'un voyage au Tibet en 1999, indique avoir constaté à Lhassa l'importance du phénomène : « Ce sont aujourd'hui des centaines de bordels » qui s'alignent le long du Lingkhor, « la voie extérieure de Lhassa vouée aux pèlerins ».  Selon lui, la prostitution à Lhassa « fait l'objet d'une ségrégation ethnique » il y a très peu de prostituées tibétaines, la majorité étant chinoises, originaire du Sichuan ou du Qinghai. Le commerce du sexe étant « contrôlé par des gangs chinois bénéficiant de protections politiques » . Toujours pour 1999, Katia Buffetrille avance un nombre de 600 bordels.  
Pour 2005, le média libanais L'Orient-Le Jour évoque un millier de bordels uniquement à Lhassa. 
Selon Frédéric Lenoir Lhassa comptait en 2008 plus de 300 maisons closes, soit un des taux les plus élevés des villes chinoises au regard de la population. 
Le terme « bordel » recouvrirait des activités de prostitution ayant pour paravent certains salons de coiffure, instituts de beauté, salons de massage, bars à hôtesses, salles de karaoké,,,,,. Ceux sont les lumières colorées des clubs, des petits hôtels, des bars et des salons de massage, et les filles qui y logent, qui attirent l’attention.
En 1999, le Tibet Information Network (TIN), basé à Londres, a réalisé une étude révélant « au moins 658 bordels » à Lhassa. En 2000 et 2002, le chiffre de 1 000 établissements de prostitution est avancé dans un exposé présenté à l'ONU et un article du Boston Globe citant le même organisme.  Entre 1998 et 2005, selon l'Association des femmes tibétaines en exil, le nombre de bordels a augmenté pour atteindre 1 600.
Dans un rapport présenté en 2009 au Conseil des droits de l'homme des Nations unies, l'Association des femmes tibétaines en exil affirme que la dernière décennie a vu la prostitution augmenter dans certaines des grandes villes du Tibet. Les causes en sont la discrimination pour l'éducation et l'emploi des femmes tibétaines, en concurrence avec les Chinois, ainsi que l'augmentation du tourisme, mais le facteur le plus important est l'afflux de soldats dans cette région stratégiquement importante.

## Répression de la prostitution
Comme dans le reste de la Chine, la prostitution est officiellement interdite. Le gouvernement chinois ne fournit pas de statistiques relatives au phénomène de la prostitution au Tibet.[réf. souhaitée]
Selon l'Agence France-Presse, en l'an 2000, Sun Jiazheng, Ministre de la Culture de la République populaire de Chine entre 1998 et 2008, a mis en garde contre le risque que l'industrie du spectacle ne se développe en commerce du sexe du fait de la concurrence, et a lancé une campagne nationale contre ce risque et a accusé des services du gouvernement de prendre part à ce commerce.
À l'approche du 60e anniversaire de l'arrivée au pouvoir des communistes en Chine, la police chinoise a lancé, le 1er octobre 2009, une campagne nationale, annoncée par le vice-ministre de la Justice tendant à fermer des bars de nuit et salons de massage.

## Une menace pour la «culture tibétaine»?

### Point de vue du gouvernement tibétain en exil et d'associations proches de ce dernier
Différentes personnalités et association considèrent que la présence de la prostitution au Tibet est essentiellement due à la sinisation de la société tibétaine depuis l'invasion de 1951. Ainsi, selon l'Association des femmes tibétaines en exil, « dans le passé, au Tibet, il n'y avait pas de bordels, de drogue, et l'usage immodéré d'alcool était faible ». Pour sa part, le gouvernement tibétain en exil affirme que la prostitution en tant qu'industrie était pratiquement inexistante avant l'occupation chinoise du Tibet. Selon eux, la prostitution au Tibet a pris un essor considérable depuis les années 1990 et ceci constituerait une menace pour la culture tibétaine. 
Selon le gouvernement tibétain en exil, la prostitution au Tibet se développe rapidement. L'introduction à grande échelle de la prostitution, particulièrement à Lhassa et Tsetang, a eu lieu en 1990 du fait de l'afflux d'une population ouvrière majoritairement masculine, s'ajoutant à l'importante population de soldats chinois déployée au Tibet
L'interprète français du dalaï-lama, Matthieu Ricard, affirme que « la ville tibétaine disparaît sous les néons des karaokés… les Chinois imposent leurs mœurs, l'alcool, les karaokés, les bordels… la Chine, elle, impose ses dogmes et écrase cette culture ! ». 
Ces mêmes milieux avancent également que la propagation du sida ou des maladies sexuellement transmissibles au Tibet serait en partie dû à la présence de prostituées d'origine chinoise et au risque que celles-ci représenteraient pour les prostituées tibétaines. En 2003, le Centre tibétain pour les droits de l'homme et la démocratie, une ONG dont le dalaï-lama est le  mentor, avance une estimation de 7 000 prostituées tibétaines dans 1'000 bordels à Lhassa en l'an 2000, et dénonce le manque d'hygiène et de mesures de protection, l'arrivée de prostituées de Chine continentale où le SIDA serait plus répandu, l'absence de programme d'éducation préventive et l'absence de dépistage. En 2007, le dalaï-lama a affirmé que Pékin utilisait la récente liaison ferroviaire reliant la Chine au Tibet pour envoyer des jeunes filles incultes des campagnes « s’installer comme prostituées » à Lhassa, ce qui « augmente le danger de la propagation du sida », selon lui. 
Pour le juriste Barry Sautman, « les émigrés essaient d'attribuer les « vices » rencontrés dans les villes du Tibet aux effets culturels nocifs de la présence Han. Lhassa, comme bien d'autres villes de par le monde, abonde de lieux où sévissent prostitution, jeu et drogue. »  Le directeur de Campagne internationale pour le Tibet, un organisme œuvrant pour l'indépendance du Tibet, se déclare « inquiet du fait que de plus en plus de jeunes Tibétains sont exposés à la tentation des pires aspects de la culture chinoise ». Pourtant, ajoute Sautman, « aucun de ces vices n'est particulièrement « chinois ». Le billard est une invention occidentale, le karaoké est originaire du Japon, et la prostitution et la drogue sont universelles. » Interrogé à propos des discothèques et boîtes de nuit de Lhassa, le vice-président de la région autonome du Tibet les qualifie de partie intégrante du « mode de vie occidental », ajoutant qu'elles contribuent à la diversité des cultures tibétaine et Han telles qu'elles s'expriment localement, mais que les autorités ne manquent pas de dénoncer jeu et prostitution et de lancer des raids pour débarrasser la R.A. du Tibet de ces vices. Sautman affirme que « les « vices » au Tibet dénoncés par les émigrés sont pour la plupart d'entre eux également présents dans des centres religieux comme Dharamsala et Kathmandou et même ne sont pas rares chez les moines bouddhistes de certains pays ».

### Documentaire
- Les trottoirs de Lhassa, France 2, 2003 : Documentaire réalisé clandestinement par la grand reporter Marie Louville et qui décrit la prostitution dans la ville de Lhassa. Diffusé dans le cadre de l'émission Envoyé spécial.

### Ouvrages
- Patrick French, (en) Tibet, Tibet: A Personal History Of A Lost Land (2003), (fr) Tibet, Tibet Une histoire personnelle d'un pays perdu, traduit de l'anglais par William Oliver Desmond, Albin Michel, 2005

### Articles
- (en) Barry Sautman, "Cultural genocide" and Tibet, in Texas International Law Journal, April 1, 2003